# Juan Díaz de Solís
Juan Díaz de Solís ou João Pedro Dias de Solis (Lebrija ou São Pedro de Solis, 1470 — Punta Gorda, Colônia, Uruguai, 20 de janeiro de 1516) foi um navegador castelhano ou português descobridor do  Rio da Prata.

## Origens
As suas origens são alvo de disputa e discussão. Um documento refere-o como português ao serviço de Castela (possivelmente nascido ou natural de Lisboa ou São Pedro de Solis). Outros autores afirmam que seu nascimento ocorreu em Lebrija, no que é hoje a província de Sevilha, Espanha, onde a documentação atesta que ele viveu quando estava em Castela, como Vecino ("vizinho"), ou seja, morador (sendo essa a sua única atestada ligação documental a Lebrija). No entanto, ele iniciou, muito jovem, a sua carreira naval em Portugal, como João Dias de Solis, onde se tornou um dos reputados pilotos das Armadas da Índia, e portanto, Piloto da Casa da Índia. Solis deixou a sua própria casa em Lisboa e o navio que ia navegar como Piloto, no próprio dia da partida da frota no Tejo (navio capitaneado por Afonso de Albuquerque, na armada de 1506, de Tristão da Cunha, para a Índia), acusado da morte da sua mulher. Afonso de Albuquerque ainda mandou procurá-lo em sua casa, o que atrasou a partida da nau Cirne, que teve que procurar um novo piloto, Diogo Fernandes Pereira. A partir daí serviu o Rei de França como corsário, comandando frotas por um curto período de tempo, antes de servir, mais tarde, a Coroa de Castela.
Juan Díaz de Solís uniu-se em 1508 a Vicente Yáñez Pinzón, irmão de Martin Alonso Pinzón na viagem que buscava uma passagem ou estreito para a Ásia, que culminou na exploração da América Central.
A expedição, composta por dois navios, navegou até a América Central para procurar um estreito de ligação à Ásia (1509) e encontrar as terras que Cristovão Colombo descobrira em 1502-1503. Solis seguia a bordo do Magdalena, de que era mestre Gonzalo Ruiz. Segundo as Capitulações, devia ir na frente, pertencendo-lhe o efectivo comando. Em terra seria Pinzon a mandar. Este seguia no San Benito, com Pedro de Ledesma. Chegaram a Verágua e provavelmente à região de Yucatán. Quando Solis chegou em Sevilha, em 29 de outubro de 1509, foi logo preso pelos oficiais da Casa da Contratação, devido a intrigas de Pinzon.
O embaixador português em Espanha, João Mendes de Vasconcelos, numa carta datada de 30 de agosto de 1512, informa o rei D. Manuel I das movimentações de João Solis. Não apenas confirma a sua origem portuguesa, como revela que o mesmo vivia com o seu irmão João Henriques, outro experiente navegador.

## Piloto Maior da Casa da Contratação
Reabilitado em 1512, é abundantemente recompensado pela sua prisão. Sucedendo a Américo Vespúcio como Piloto-Maior na Casa da Contratação.
Graças à sua acção consegue que fossem para Espanha excelentes pilotos portugueses, tais como Francisco Coto (Real Cédula, Valladolid, 5/9/1513), João Henriques (R.C., 24/2/1513) ou António Mariano (Real Cédula, 14/3/1514) que foi na expedição de Pedrarias.
Fernando II de Aragão tinha dado instruções precisas à Casa da Contratação de Sevilha para recrutarem pilotos portugueses, escreve este rei:
"Ya sabéis cuanta necessidade hay en esa Casa de pilotos que sean expertos en las cosas de navegación...", repetindo-lhes as recomendações numa carta escrita em Dezembro de 1513, concluindo: "por ende, yo vos mando que si algunos pilotos portugueses vinieren a esa cuidad (de Sevilha) los recojáis e tratéis muy bien y les hagáis sus asientos lo mejor que pudiéres", Real Cédula aos les Oficiales de la Casa de la Contratación, Madrid, 28/12/1513. Publicado por Serrano y Sanz, Preliminares, p. CCXXXIV.
Portugal naquele período fornecia a Castela capitães, pilotos, marinheiros, cartógrafos e até navios que auxiliaram a sua expansão marítima.

## Questão da Ilha das Especiarias (Molucas)
Em 1512 Fernando de Aragão encarregou Sólis de preparar uma expedição para chegar às famosas Ilhas das Especiarias (Ilhas Molucas, Indonésia), que segundo a cartografia de Ptolomeu, pertenceriam à Espanha, e desse modo determinar a fronteira entre os domínios de Portugal e da Espanha.
Entretanto, chegou a informação de que os portugueses já haviam chegado às Molucas entre 1510/11 e que, em agosto de 1511, Afonso de Albuquerque conquistou Malaca, o que deu origem a um longo conflito diplomático entre os dois reinos.
Nesse contexto, a ideia de enviar Sólis às Molucas foi abandonada.

## Rio Solis, Rio da Prata

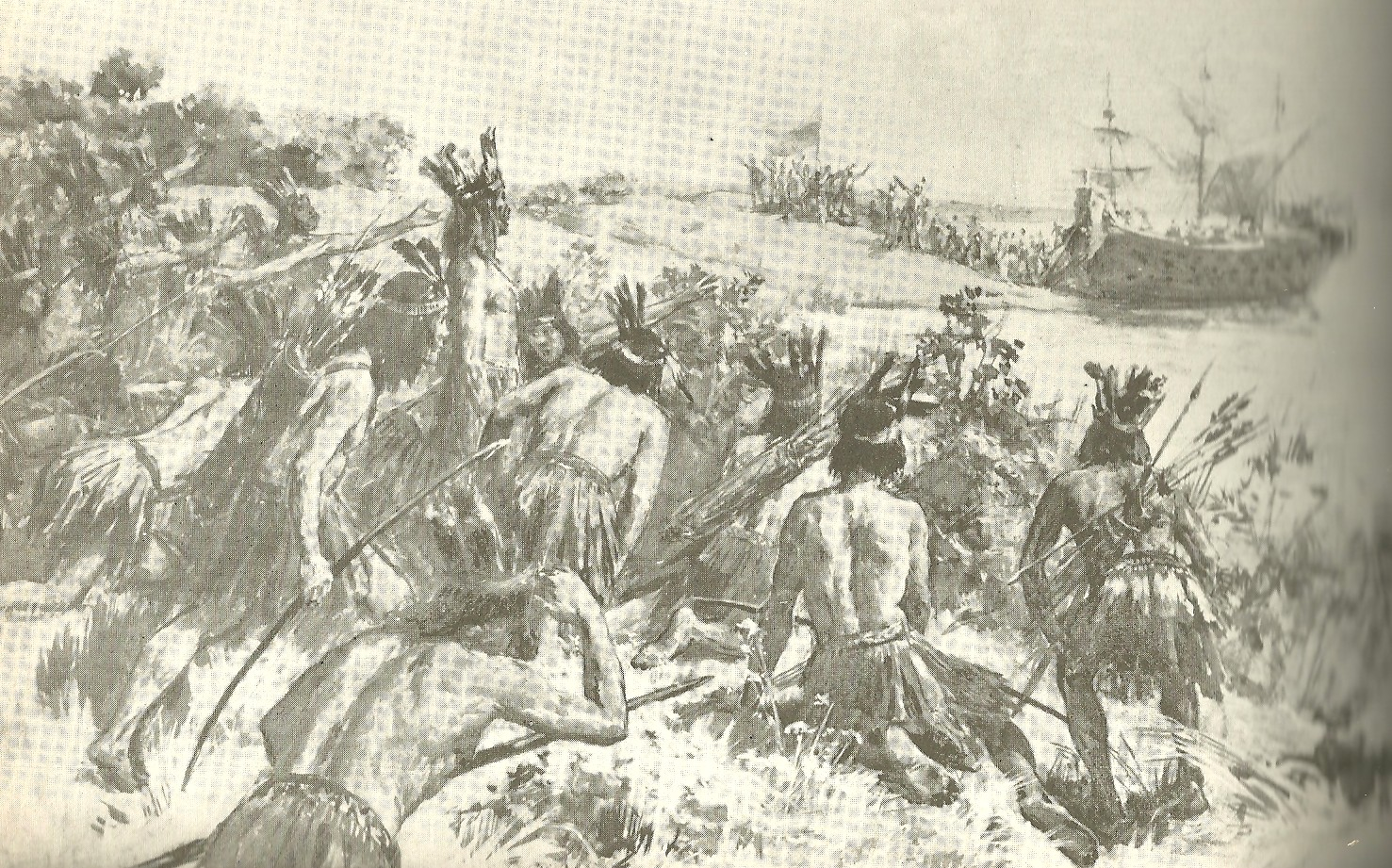
Desembarque de Juan Díaz de Solís às margens da Banda Oriental (atual Uruguai).

Os portugueses continuavam a explorar os domínios castelhanos, que haviam sido acordados no Tratado de Tordesilhas. Entre 1511 e 1512, uma armada portuguesa sob o comando de João de Lisboa, explorou o Rio da Prata.
Quando o Rei da Espanha soube da expedição portuguesa, nomeou Sólis, piloto maior da Casa da Contratação, para organizar e comandar uma expedição à região a sul do Brasil.
No dia 8 de outubro de 1515, a expedição partiu de San Lúcar de Barrameda, com o objetivo descobrir uma passagem para o Oceano Pacífico. A expedição era composta por três navios e contava com 27 portugueses, entre eles Henrique Montes, Diogo Garcia e Aleixo Garcia.
Em fevereiro de 1516, a expedição chegou ao porto de Punta del Este, no estuário no Rio da Prata, que na época foi chamado de "Mar Doce" por sua largura. Naquele local, tomaram posse das terras em nome do Rei da Espanha.
Entretanto, em vez de continuar a expedição ao sul, para encontrar uma passagem para o Oceano Pacífico, como era o objetivo inicial da expedição. A expedição ingressou em águas do estuário para explorá-lo na direção oeste.
Ao chegar a Ilha de Martín García, foram atacados por nativos da etnia charrua que capturaram, executaram e devoraram Solís e oito de seus homens. Alguns daqueles que desembarcaram conseguiram fugir e foram, posteriormente, resgatados por uma esquadra portuguesa que andava a explorar o mesmo rio.
Depois disso a expedição foi liderada por Francisco de Torres, cunhado de Solís, que decidiu retornar à Espanha. Contudo, a frota foi surpreendida com uma forte tempestade, que resultou no naufrágio de uma caravela, na Ilha de Santa Catarina, e levou a segunda até a feitoria do Rio de Janeiro. Seu feitor, João de Braga, fugiu ao perceber a aproximação castelhana na Baía, de modo que estes encontraram a feitoria carregada de pau-brasil e sem nenhuma vigilância. Saquearam-a e resgataram o português João Lopes de Carvalho, que estava degredado na Baía de Guanabara desde a partida da Nau Bretoa. Chegaram em Sevilha em 4 de setembro de 1516.
Na viagem de retorno, uma das embarcações naufragou nas proximidades da Ilha de Santa Catarina, onde foram deixados os náufragos, dentre eles Aleixo García, que fariam uma uma expedição por terra até os Andes.